# フィグ・サイン

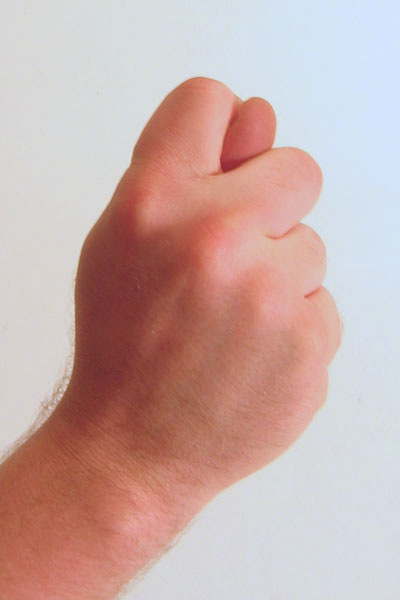
フィグ・サイン

フィグ・サイン(英: fig sign)とは、握った拳の人差し指と中指の間から親指を出すジェスチャー。日本では「女握り」と呼ばれることもある。このジェスチャーの意味するところは国によって様々であり、侮蔑的な表現とされるところもある。

## 概説
この仕草は文化圏によって意味が異なる。
イタリア、日本では性行為を表す卑猥なジェスチャーとして広く知られている。スラブ文化圏でもこのジェスチャーは卑猥な意味を持ち、人差し指と中指の根本から覗かせる親指が陰茎もしくはクリトリスを表している。相手の援助を拒む意思を表明する意味で使われている。
トルコでは、誰かからの申し込みを拒否する意味で使われ、相手に対して攻撃的なニュアンスを持つ。
ブラジルでは、幸運への願望を意味し、まったく卑猥な意味はない。
ニカラグアとエルサルバドルでは、中指を立てるファックサインと同じく、最大の侮蔑表現である。